# Gyrtona ferrimissalis
Gyrtona ferrimissalis är en fjärilsart som beskrevs av Walker 1863. Gyrtona ferrimissalis ingår i släktet Gyrtona och familjen nattflyn. Inga underarter finns listade i Catalogue of Life.